# St. Heinrich (Breslau)

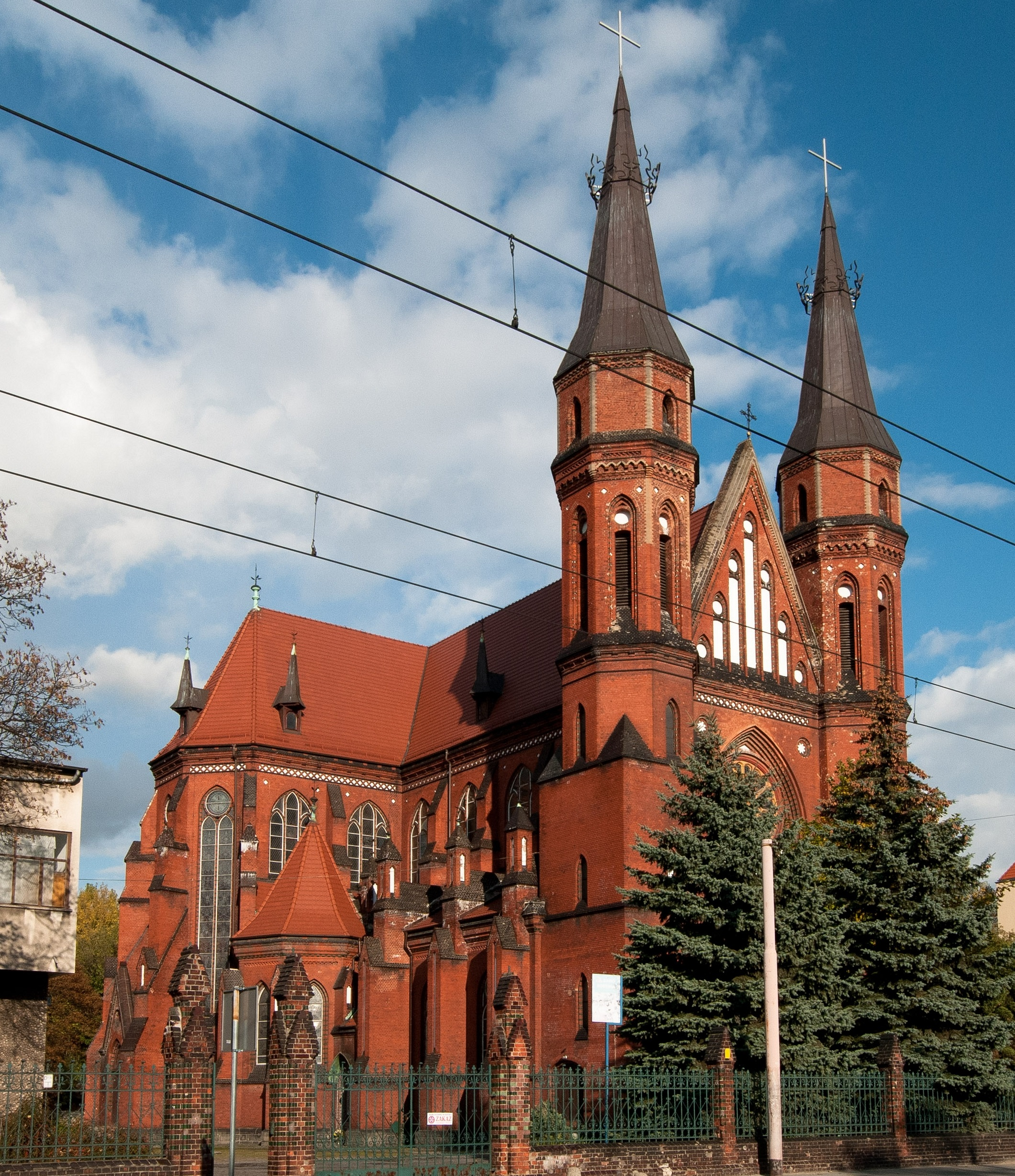
Breslau, St. Heinrich (2011)

Die römisch-katholische Pfarrkirche St. Heinrich (polnisch Kościół św. Henryka) in der ul. Gliniana ist ein 1893 geweihtes Kirchengebäude in Breslau. Das neogotische Gotteshaus entstand nach Plänen des deutschen Architekten Joseph Ebers als einer der ersten bedeutenden katholischen Kirchbauten im Deutschen Reich nach dem Ende des Kulturkampfs. Im Zweiten Weltkrieg stark beschädigt, wurde sie in zwei Phasen wieder aufgebaut.
Die Kirchengemeinde gehört zum Erzbistum Breslau.

## Geschichte
Auf Grund der Eingemeindung zahlreicher umliegender Dörfer nach Breslau ab Mitte des 19. Jahrhunderts stiegen die Einwohnerzahlen rapide, eine neue große Katholikengemeinde hatte sich entwickelt. Der Bau des Kirchengebäudes geht auf die  Initiative des Bischofs Heinrich Förster († 1881) zurück, der dafür seinen gesamten Nachlass stiftete. Die Grundsteinlegung erfolgte am 1. April 1890, im Jahr 1893 weihte Kardinal Bischof Georg von Kopp den Bau mit dem Patrozinium von Bischof Försters Namenspatron, dem hl. Heinrich. 
Am Ende des Zweiten Weltkriegs wurden vor allem die Wände des Hauptschiffs und die Kirchturmspitzen zerstört. Doch die Kirchengemeinde konnte das Gotteshaus in den späten 1940er Jahren wieder aufbauen. Die Türme erhielten dabei zunächst einfache Zeltdächer. 
Erst Ende des 20. Jahrhunderts gelang eine Rekonstruktion in den ursprünglichen Formen. Neue verkupferte Turmhauben wurden nun aufgesetzt, auf deren Spitze jeweils ein gleich großes Kreuz thront. Das Projekt stand unter Leitung des polnischen Wissenschaftlers Maciej Malachowicz und konnte 2003 abgeschlossen werden.

## Architektur
Die neugotische, zweitürmige Basilika mit einem Querschiff entstand aus Backsteinen, die verklinkert wurden. Ein starkes Strebewerk fängt die Baulasten des hohen Gebäudes ab. Die Fassade mit ihren großen Rosetten ist im typischen französischen Stil gehalten. An den Seiten wird das Gebäude von zwei Türmen mit achteckigem Querschnitt flankiert, zwischen denen sich das Hauptportal befindet und darüber ein imposanter Schmuckgiebel. Über die Turmspitzen sind symbolische überdimensionale Königskronen gelegt. 
Das dreietagige Gotteshaus ist 50 m lang, 20 m breit, das Querhaus hat eine Breite von 30 m, die Gewölbe im Hauptschiff sind maximal 20 m hoch. Der Dachfirst befindet sich 30 m über dem Straßenniveau, der Turm (ohne Spitzen) ist 40 Meter hoch.
Das Kirchengebäude steht seit 1977 unter Denkmalschutz (Nummer A / 1302/355).

## Ausstattung (Auswahl)
Im Inneren sind Originalelemente aus dem 19. Jahrhundert erhalten, darunter die Kanzel und ein Fresko, das Maria vor den Kirchtürmen von Wrocław zeigt.
Die Kirchenschiffe werden von einem Kreuzgratgewölbe überspannt, eines der Altarfenster zeigt den Kirchenpatron. Die hohen Fenster sind dreibahnig, an den Schmalseiten des Querschiffs zweibahnig mit Okuli. 
Auf der Westempore befindet sich eine Orgel, hinter dem Instrument strömt das Tageslicht durch eine farbige Glasrosette.
Zu den liturgischen Gegenständen gehört unter anderem ein vergoldeter Abendmahlskelch (Ziborium).